# 西藏关木通
西藏关木通（学名：Isotrema griffithii）又名藏木通，为马兜铃科关木通属的植物。分布在尼泊尔、不丹、印度、锡金以及中国大陆的西藏等地，生长于海拔2,100米至2,800米的地区，一般生长在密林中，目前尚未由人工引种栽培。
花大, 檐部圆盾状,内面密被棘突。与吴氏关木通和云南关木通形态接近。